# Roland Esaiasson
Alf Roland Esaiasson, född 17 januari 1951 i Helsingborgs Maria församling,, är en svensk ämbetsman och har bland annat varit generaldirektör för Myndigheten för tillgängliga medier. 
Efter studier vid Lunds universitet har Esaiasson 1989 till 2007 haft olika befattningar på Bibliotekstjänst. Han var även chef för bolagets dotterbolag BTJ Danmark A/S. 2007 tillträdde Esaiasson uppdraget som myndighetschef för Talboks- och punktskriftsbiblioteket (TPB). Esaiasson ledde därefter utredningen kring Taltidningsnämnden, som 2010 blev en beslutsnämnd inom Talboks- och punktskriftsbiblioteket. 1 januari 2013 bytte Talboks- och punktskriftsnämnden namn till Myndigheten för tillgängliga medier, MTM, och samtidigt blev Esaiasson utnämnd till generaldirektör för myndigheten.  
Esaiasson har också varit ledamot i Kungliga bibliotekets Nationella referensgrupp.
I propositionen Lättare att läsa (Prop. 2013/14:134) 2014 fick Esaiasson regeringens uppdrag att inordna statens insatser för lättlästa nyheter, litteratur och samhällsinformation i myndigheten. 
Roland Esaiasson gick i pension från MTM den 31 augusti 2016. 
Esaiasson var ledamot i Svenska Filminstitutets styrelse 2017 till 2020
Det danska Kulturministeriet utnämnde 2017 Esaiasson till ordförande i Notas rådgivande styrelse. Nota är en myndighet som är Danmarks motsvarighet till MTM.